# Wilsons Raid
Wilsons Raid was een cavalerieoperatie in Alabama en Georgia in maart en april 1865 tijdens de Amerikaanse Burgeroorlog. Brigadegeneraal James H. Wilson leidde zijn cavaleriekorps om Zuidelijke productie-installaties te vernietigen. Zijn tegenstander, luitenant-generaal Nathan Bedford Forrest slaagde er met zijn kleiner leger niet in Wilson tegen te houden.

## Achtergrond en de twee legers
Na de overwinning in de Slag bij Nashville, behaald door de Noordelijke generaal-majoor George H. Thomas en zijn Army of the Cumberland, was georganiseerd Zuidelijk verzet in dit gebied gebroken. Thomas gaf het bevel aan brigadegeneraal James H. Wilson om met zijn cavaleriekorps het arsenaal van Selma, Alabama te vernietigen, terwijl generaal-majoor Edward Canby in Mobile moest opereren. Selma was een van de weinige arsenalen die nog in Zuidelijke handen was. De stad had een arsenaal een metaalgieterij voor de marine, wapenfabriek, buskruitfabriek, militaire depots en een treindepot.
Wilson had de leiding over ongeveer 13.500 mannen verdeeld in drie divisies. Deze stonden onder bevel van de brigadegeneraals Edward M. McCook, Eli Long en Emory Upton. Zijn tegenstander was luitenant-generaal Nathan Bedford Forrest die ongeveer 2.500 soldaten had verdeeld in twee kleine cavaleriedivisies. Deze stonden onder bevel van de brigadegeneraals James R. Chalmers en William H. Jackson. Er waren ook twee onvolledige brigades onder leiding van brigadegeneraal Philip D. Roddey en kolonel Edward Crossland.

## Verloop van de gebeurtenissen

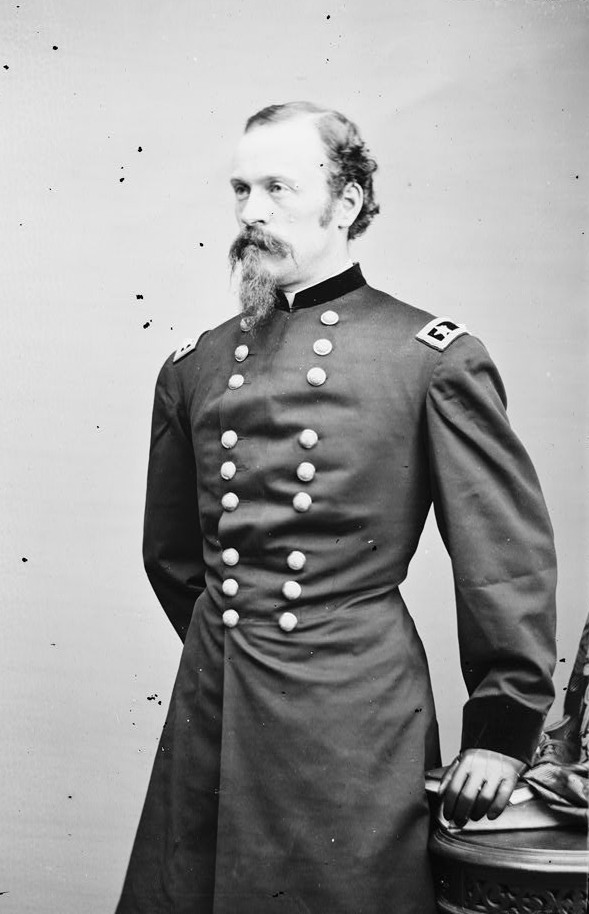
James Wilson

Na enige vertraging vertrok Wilson op 22 maart 1865 uit Gravelly Springs, Alabama. Hij verdeelde zijn troepen in drie colonnes om zijn vijand in verwarring te brengen en zijn uiteindelijk doel te maskeren. Forrest kwam maar zeer laat te weten dat Selma het hoofddoel was van Wilson. Kleine gevechten vonden plaats bij Houston op 25 maart en bij Black Warrior River op 26 maart. Wilsons colonnes kwamen opnieuw samen bij Jasper op 27 maart.
Op 28 maart werden de Oxmoor and Irondale ijzerovens vernietigd bij Elyton. Wilson detacheerde een brigade onder leiding van brigadegeneraal John T. Croxton en stuurde hem naar het zuiden om Roupes Valley Ironwords bij Tannehill te vernietigen. Deze opdracht vervulden ze op 31 maart. Daarna werd de University of Alabama in Tuscaloosa aangepakt. Dit was een exercitieterrein voor militietroepen.
Op 31 maart werd Forrest verslagen door een groter en beter getrainde Noordelijke eenheid bij Montevallo. Tijdens het treffen werd het hoofdkwartier van Forrest veroverd. Wilson stuurde McCook om aansluiting te vinden met Croxtons brigade bij Trion en leidde hij zelf de overgebleven troepen naar Selma.
Forrest werd opnieuw tot terugtrekken gedwongen na een schermutseling bij Ebenezer Church op 1 april. De Zuidelijken trokken zich terug naar Selma waar ze zich verschansten in de verdedigingswerken van Selma.
De Slag bij Selma vond plaats op 2 april. De divisies onder Long en Upton vielen de verdedigingswerken aan. In de namiddag braken de Noordelijken door de vijandelijke linies na zware man-tegen-mangevechten. Wilson voerde een charge uit op de vijandelijke stellingen. Generaal Long geraakte gewond tijdens de gevechten. Nadat de charge van Wilson mislukt was hergroepeerde hij zijn mannen bij Marion en leidde een nieuwe aanval, nu te voet. Ze slaagden erin van de stad te veroveren. Ze hadden een week nodig om alle militaire installaties in de stad te vernietigen. Daarna vertrokken ze naar Montgomery. Deze stad namen ze in op 12 april.
De Noordelijke troepen hadden ondertussen het nieuws ontvangen dat Robert E. Lee zich op 9 april had overgegeven en dat Abraham Lincoln op 14 april was doodgeschoten. Toch werd de operatie voortgezet. Op 16 april, paaszondag, vond de Slag bij West Point plaats. Daar werd een defensieve positie aangevallen door een brigade onder bevel van kolonel Oscar H. La Grange. Na een stormloop werd het Zuidelijk fort ingenomen door de Noordelijken.
Ook op 16 april stootte Uptons divisie op Zuidelijke troepen bij Columbus. De stad werd ingenomen, de haveninstallaties vernietigd en de CSS Jackson werd in brand gestoken. Op 20 april werd Macon in Georgia ingenomen. Dit gebeurde zes dagen voor de overgave van Joseph E. Johnstons leger en alle militairen in North Carolina, South Carolina, Georgia en Florida aan de Noordelijke generaal William T. Sherman in North Carolina.

## Gevolgen
Wilsons Raid had vijf versterkte steden, 288 kanonnen, 6.820 krijgsgevangenen buitgemaakt ten koste van 725 Noordelijke slachtoffers.